# Mabus
Mabus er den tredje antikrist ifølge Nostradamus profetier.
Den første regnes for at være Napoleon I, og den anden regnes for at være Hitler.
| Religion | Spire Denne religionsartikel er en spire som bør udbygges. Du er velkommen til at hjælpe Wikipedia ved at udvide den. |